# 뉴욕 코스모스 (1970년)
뉴욕 코스모스(New York Cosmos)는 과거 북미 축구 리그에 소속된 미국의 프로축구단이었다. 리그 활동 기간은 1971 시즌부터 1984 시즌이다. 뉴욕을 연고지로 하였으며 홈구장은 뉴저지주 이스트러더퍼드의 자이언츠 스타디움을 사용하였다. 특히 펠레, 프란츠 베켄바워, 카를루스 아우베르투 토히스, 요한 네이스컨스 등 수많은 축구 스타들이 소속했던 구단으로 유명하며 현재 레알 마드리드의 갈락티코 정책의 원조 구단이라 불린다.
1972년, 1977년, 1978년, 1980년, 1982년 5차례 북미 축구 리그 챔피언이 되었으나 1984년 북미 축구 리그가 문을 닫은 후 1985년 해체됐다.
특히 1979년과 1982년 방한하여 국가대표팀과 평가전을 치루기도 하였다.

## 우승 기록
- 북미 축구 리그 (5) : 1972, 1977, 1978, 1980, 1982

## 역대 감독
| 감독          | 임기        |
| ------------- | ----------- |
| 야신 외즈데낙 | 1981 ~ 1982 |

## 영구 결번
- 10 -  펠레